# روابط خوازمشاهیان و مغولان
روابط خوارمشاهیان و مغولان بسیار خونبار بوده چنگیز پادشاه مغولستان تصمیم تجارت با محمد شاه ایران می‌گیرد او بازرگانان مغول را در اترار اما آنها به دستور محمد شاه به وسلیه غایر خان حاکم اترار به اتهام جاسوسی در کشور محاکمه و اعدام می شودند همین موجب تیره شدن روابط مغولان و خوارمشاهیان شد و چنگیز به ایران تاخت و ایران را به آتش کشید و خوازمشاهیان در دوره جلال‌الدین خوارزمشاه توسط سربازان مغول از بین رفت بنابراین مغول و خوازمشاهیان روابط بسیار تیره داشتند.